# Because
Pour les articles homonymes, voir Because (homonymie).
Pistes de Abbey Road
Here Comes the Sun You Never Give Me Your Money
Because est une chanson des Beatles, parue sur l'album Abbey Road, le 26 septembre 1969 en Grande-Bretagne et le 1er octobre aux États-Unis. Elle précède le medley de huit morceaux qui remplit pratiquement toute la face B du 33 tours original. Le morceau a été composé par John Lennon, mais crédité à Lennon/McCartney, comme pour tous les titres du groupe écrits, en collaboration ou non, par John Lennon et Paul McCartney.
Because est caractérisée par ses parties vocales chantées en harmonie à trois voix (Lennon, McCartney, Harrison) multipliées trois fois, ce qui donne un chœur imaginaire de neuf voix, ainsi que par l'usage du clavecin électrique (Baldwin) et d'un synthétiseur Moog. 

## Genèse
Because serait en fait la Sonate au clair de lune de Beethoven jouée à l’envers. Bien que cela ne soit pas tout à fait exact, c’est bien l’œuvre du compositeur allemand qui a inspiré John Lennon. Celui-ci se reposait sur un canapé pendant que Yoko Ono, sa seconde femme, jouait le premier mouvement de la sonate sur le piano. Il explique : « Yoko jouait cette sonate au piano. Je lui ai demandé si elle pouvait jouer les notes à l’envers. Et j’ai écrit Because autour de ça ».

## Enregistrement
La principale session d’enregistrement pour Because a lieu le 1er août 1969 dans les studios Abbey Road, jour où sont enregistrées vingt-trois prises rythmiques. 
Les chœurs multipliés et une partie de synthétiseur Moog joué par George Harrison sont ajoutés les 4 et 5 août 1969. Les Beatles et George Martin travaillent énormément sur l'harmonie, pour l'écriture de chaque partie vocale tout d'abord, puis pour de multiples répétitions. Pour l'enregistrement proprement dit, les chanteurs se regroupent assis autour du micro, en compagnie d'un Ringo Starr moralement bien présent mais inactif. Compte tenu du manque de pistes libres (cinq étant déjà utilisées), il est décidé d'enregistrer à chaque fois les trois voix ensemble -et non de procéder par overdubs systématiques et solitaires- et de répéter trois fois l'opération. Celle-ci prend cinq heures de travail et de concentration intensifs. Geoff Emerick témoigne : « Ils savaient qu'ils étaient en train de réaliser quelque chose de très spécial, et ils étaient déterminés à bien faire les choses ». 
Because sera la dernière chanson de l’album à être enregistrée, bien que durant la suite du mois d’août (jusqu’au 20), les sessions d’enregistrement se poursuivent sur des chansons encore incomplètes.

## Paroles et musique
Les paroles peuvent être qualifiées, pour reprendre un mot que Lennon aimait utiliser, de "cosmiques". Elles évoquent les émotions fulgurantes et ineffables que peuvent susciter la nature (le ciel me fait pleurer, le monde me bouleverse, etc.). le refrain ("love is old love is new, love is all love is you") est organisé autour d'assonances et d'oppositions (ancien/nouveau, tout/toi). 
Un peu lassé par les exégètes voulant faire dire à ses textes des choses qu'il n'avait jamais pensées, Lennon a dit un jour à propos de Because que «les paroles parlent pour elles-mêmes, il n’y a pas de références obscures ».
La chanson se présente sous la forme d’une harmonie à trois voix — celles de John Lennon, Paul McCartney et George Harrison — enregistrées trois fois, pour aboutir à neuf voix en tout.
Il s'agit d'un des rares morceaux des Beatles où il n'y a pas de couplet entre le "solo" (c'est-à-dire le passage instrumental, sans paroles, sur la grille d'accords du couplet), et la fin du morceau.
La chanson démarre par une partie d’épinette électrique jouée par George Martin, rejointe par la guitare de John Lennon passée au travers d’une cabine Leslie, ce qui donne un effet tournoyant, avant que n’arrivent l’harmonie à neuf voix et la basse. C’est une des chansons de l’album sur laquelle on entend le synthétiseur Moog joué par George Harrison. Les Beatles furent parmi les premiers groupes de rock à expérimenter ce nouvel instrument. Because est finalement (avec les plus anciennes chansons This Boy et Yes It Is) une des rares chansons chantées intégralement en harmonie par Lennon, McCartney et Harrison.

## Parution
Outre son inclusion sur Abbey Road, on peut l'entendre en versions a cappella sur les compilations Anthology 3 (1996) et Love (2006).  Paul McCartney et George Harrison ont tous deux dit qu'il s'agissait de la piste d'Abbey Road qu'ils préféraient. 
En 2016, elle est entendue, dans un montage différent, accompagnant la bande-annonce de Valérian et la Cité des mille planètes réalisé par Luc Besson, film qui est sorti en juillet 2017.

## Fiche technique
Interprètes
- John Lennon – guitare électrique, triple harmonie vocale (voix principale)
- Paul McCartney – basse, triple harmonie vocale (voix aiguë)
- George Harrison – synthétiseur Moog, triple harmonie vocale (voix grave)
- George Martin – épinette électrique

Équipe de production
- George Martin – production
- Geoff Emerick – prise de son
- John Kurlander – prise de son
- Phil McDonald – prise de son

## Reprises
Because a notamment été reprise par :
- Gary McFarland, dans son album solo de 1969, Today ;
- Booker T. & the M.G.'s dans un medley avec You Never Give Me Your Money sur l'album McLemore Avenue (1970) ;
- Lynsey de Paul joua la chanson pour un documentaire musical sur les Beatles appelé All This and World War II en 1976 ;
- Alice Cooper la chanta avec les Bee Gees dans le film Sgt. Pepper’s Lonely Hearts Club Band en 1978 ;
- Pedro Aznar, dans son premier album solo éponyme ;
- Negativland se servit de samples vocaux de la chanson sur l’album No Business ;
- Alejandro Dolina (en), dont la version apparaît sur son album Tangos del Bar del Infierno et est utilisée comme thème d’ouverture de son émission de radio, La Venganza Será Terrible ;
- The Nylons (en), sur leur album du même nom, publié en 1994 ;
- Vanessa Mae joua Because au violon, un solo accompagné par un chœur chantant les paroles dans le disque de George Martin, In My Life (1998) ;
- Elliott Smith, dont la version fut utilisée sur le générique de fin du film American Beauty de Sam Mendes (1999) ;
- La chanson est présente dans le film Across the Universe, chantée par les six personnages principaux, plus trois autres acteurs, pour simuler le « triple enregistrement » des voix (2007) ;
- Gerry Rafferty, l'interpréta en 2009 dans son album, Life Goes On.
- Melody Gardot, dans la session anniversaire de l'album (Studios Abbey Road, automne 2009).
- Elle est interprétée par une chorale lors de la cérémonie de clôture des Jeux Olympiques de Londres le 12 août 2012.
- Chano Domínguez, Niño Josele, dans leur album CHANO & JOSELE (2014).
- Rosemary Standley, Sylvain Griotto, dans l'album A queen of hearts (Jazz Village / Harmonia Mundi - 2016)